# Banimento do TikTok nos Estados Unidos
O TikTok gerou preocupações sobre possíveis operações de coleta de dados de usuários e influência pelo governo da China, levando a restrições e proibições nos Estados Unidos.

## Federal
Em janeiro de 2020, o Exército e a Marinha dos Estados Unidos proibiram o TikTok em dispositivos governamentais depois que o Departamento de Defesa o classificou como um risco à segurança. Antes da mudança de política, os recrutadores do exército usavam a plataforma para atrair jovens. Vídeos promocionais não oficiais continuam a ser publicados no TikTok em contas pessoais, atraindo a ira de funcionários do governo, mas também ajudaram a aumentar o número de alistados; várias contas têm milhões de visualizações e seguidores.

### Governo Trump
Em 2020, o governo dos Estados Unidos anunciou que estava considerando banir a plataforma de mídia social chinesa TikTok a pedido do então presidente Donald Trump, que via o aplicativo como uma ameaça à segurança nacional. O resultado foi que a proprietária do TikTok, ByteDance — que inicialmente planejava vender uma pequena parte do TikTok para uma empresa americana — concordou em alienar o TikTok para evitar uma proibição nos Estados Unidos e em outros países onde restrições também estão sendo consideradas devido a preocupações com privacidade, que por si só estão relacionadas principalmente à sua propriedade por uma empresa sediada na China.
O TikTok anunciou posteriormente planos de entrar com uma ação judicial contestando as proibições transacionais da ordem com empresas dos Estados Unidos. O processo contra a ordem do governo Trump foi aberto em 24 de agosto de 2020, com o TikTok argumentando que a ordem foi motivada pelos esforços de Trump para aumentar o apoio à reeleição por meio de políticas comerciais protecionistas voltadas para a China. Um processo separado aberto no mesmo dia pelo gerente de programa técnico do TikTok nos EUA, Patrick Ryan, contra Trump e o Secretário de Comércio Wilbur Ross buscou uma ordem de restrição temporária, argumentando que seus direitos ao devido processo foram violados e a proibição foi uma "tomada inconstitucional" da propriedade de Ryan sob a Quinta Emenda; o processo também alegou que a ação de Trump foi provavelmente uma retaliação por causa dos vídeos do TikTok organizando pegadinhas contra um recente comício da campanha de Trump.
A empresa de tecnologia americana Microsoft havia proposto anteriormente uma ideia para adquirir o algoritmo do TikTok e outras tecnologias de inteligência artificial, mas isso foi recusado pela ByteDance, pois seus executivos expressaram preocupação de que provavelmente seria contestado pelo governo chinês, que por sua vez criticou a ordem do governo Trump como uma venda forçada de "esmagar e agarrar". Em 13 de setembro de 2021, a ByteDance sugeriu que preferiria o fechamento das operações nos EUA a tal venda.

### Governo Biden
Em 9 de junho de 2021, o governo Biden emitiu a ordem executiva (OE) 14034, "Protegendo dados confidenciais dos americanos de adversários estrangeiros", anulando três ordens executivas assinadas por Donald Trump: 13942, 13943 e 13971. Apesar de revogar estas OEs, a 14304 da administração Biden apelou a outras agências federais para que continuassem uma ampla revisão de aplicativos detidos por estrangeiros, destinados a informar continuamente o presidente sobre o risco que as aplicações representam para os dados pessoais e para a segurança nacional. A Casa Branca afirmou que "o governo Biden está empenhada em promover uma Internet aberta, interoperável, fiável e segura; proteger os direitos humanos online e offline; e apoiar uma economia digital global vibrante".
Em dezembro de 2022, o senador Marco Rubio e os deputados Mike Gallagher e Raja Krishnamoorthi apresentaram a Lei de Prevenção da Ameaça Nacional de Vigilância na Internet, Censura e Influência Opressivas e Aprendizagem Algorítmica pelo Partido Comunista Chinês (Lei ANTI-SOCIAL PCC), que proibiria as redes sociais de propriedade chinesa e russa de fazer negócios nos Estados Unidos.
Em 30 de dezembro de 2022, o presidente Joe Biden assinou a Lei No TikTok em Dispositivos Governamentais, proibindo o uso do aplicativo em dispositivos de propriedade do governo federal, com algumas exceções. Dias após o governo Biden ter pedido à ByteDance, dona do TikTok, que vendesse a plataforma ou enfrentaria uma proibição, autoridades policiais revelaram que uma investigação sobre o TikTok estava em andamento. Em 17 de março de 2023, o Departamento de Justiça dos Estados Unidos (DOJ) e o Federal Bureau of Investigation (FBI) iniciaram oficialmente uma investigação sobre o TikTok, incluindo alegações de que a empresa espionou jornalistas americanos.
Em 25 de janeiro de 2023, Josh Hawley, senador do Missouri, apresentou um projeto de lei para proibir a plataforma em todo o país. Mais tarde, a proposta foi bloqueada no Senado por uma votação forçada em 29 de março de 2023.
Em fevereiro e março de 2023, a Lei DATA e a Lei RESTRICT foram apresentadas na Câmara dos Representantes e no Senado, respectivamente. A Lei de Dados, introduzida em 24 de fevereiro por Michael McCaul, visava proibir a venda de dados pessoais não públicos a compradores terceiros. Em 7 de março, o senador Mark Warner apresentou a Lei RESTRICT: se aprovada, daria ao Secretário de Comércio autoridade para revisar transações comerciais feitas por fornecedores de produtos e serviços de TI vinculados a "adversários estrangeiros" designados, caso eles representem uma ameaça indevida à segurança nacional e tenham mais de um milhão de usuários ativos nos Estados Unidos. A legislação permitiria a execução de ordens e outras medidas de mitigação, que poderiam incluir o desinvestimento obrigatório ou a proibição de fazer negócios nos Estados Unidos.
Em 13 de março de 2024, a Câmara dos Representantes dos Estados Unidos aprovou a Lei de Proteção dos Americanos contra Aplicações Controladas por Adversários Estrangeiros (HR 7521), com apoio amplamente bipartidário de representantes dos partidos Democrata e Republicano, que proíbe completamente as operações relacionadas ao aplicativo dentro do país, a menos que a ByteDance fizesse um desinvestimento qualificado, conforme determinado pelo presidente americano. Após modificações, a lei foi aprovada novamente pela Câmara e pelo Senado dos Estados Unidos antes de ser sancionada por Joe Biden em 24 de abril de 2024. O mais cedo que a proibição pode entrar em vigor é 19 de janeiro de 2025, mas poderão ser concedidos 90 dias adicionais ao prazo.

## Reações

### Opinião pública
- TikTok disponível em qualquer dispositivo
- TikTok não está disponível em dispositivos governamentais nacionais
- TikTok não é permitido para todos os usuários
- TikTok não está disponível no momento de jure, mas não é obrigatório
- TikTok não está mais disponível no momento para todos os usuários
- TikTok não disponível; Douyin usado no lugar
- Não mostrado: Proibido em dispositivos da UE e da OTAN

- não proibido em nenhum dispositivo em Macau

Uma sondagem realizada em julho de 2020 pela Morning Consult, com 2200 inquiridos, concluiu que 29% dos adultos americanos apoiavam a proibição do TikTok, 33% opunham-se e 38% não tinham opinião. Uma pesquisa de agosto de 2020 da Reuters/Ipsos, que entrevistou 1.349 pessoas, revelou que 40% apoiavam a decisão de Trump de proibir o aplicativo, 30% eram contra e 30% estavam incertos.
Uma pesquisa de dezembro de 2022 da Rasmussen Reports, entrevistando 1 mil prováveis eleitores dos EUA, descobriu que 68% apoiavam propostas para proibir o TikTok no âmbito federal, com 43% apoiando fortemente a proibição. Por outro lado, 24% dos inquiridos opuseram-se, incluindo 12% que se opuseram fortemente.
Uma pesquisa de março de 2023 do The Washington Post, que entrevistou 1.027 adultos americanos, concluiu que 41% apoiavam a proibição do TikTok pelo governo federal, enquanto 25% continuavam contra a proibição. Outra sondagem de março, do Pew Research Center, concluiu que o dobro de americanos adultos apoiam a proibição do TikTok pelo governo do que se opõem a ela (50% vs. 22%), embora uma parcela significativa (28%) permaneça indecisa.
Uma sondagem realizada em dezembro de 2023 pelo Pew Research Center revelou que 38% eram a favor da proibição, o que reflete uma diminuição entre republicanos, mesmo no meio de esforços renovados dos seus líderes partidários para proibir a aplicação.
Uma pesquisa realizada em fevereiro de 2024 pela Associated Press e pelo NORC Center for Public Affairs Research descobriu que 31% dos entrevistados eram a favor de uma proibição nacional do TikTok, enquanto 35% disseram que eram contra. No geral, 56% disseram que apoiavam uma proibição limitada de dispositivos governamentais.
Uma sondagem realizada pela Reuters/Ipsos em abril de 2024 concluiu que a maioria dos americanos acredita que o TikTok é utilizado pelo governo chinês para influenciar a opinião pública.

### TikTok
O TikTok começou a trabalhar no Projeto Texas depois de 2020 para resolver as preocupações com dados do governo dos Estados Unidos. De 2019 a 2024, o TikTok e a ByteDance gastaram juntos 27 milhões de dólares em lobby, incluindo a contratação da SKDK, uma empresa de relações públicas, em 2023, de acordo com o portal Politico. A Reuters informou que, de acordo com suas fontes, se todos os métodos legais para bloquear a proibição de abril de 2024 forem esgotados, a ByteDance preferiria encerrar o TikTok do que vendê-lo com seu algoritmo principal, que também está sujeito ao controle de exportação da China. Em 7 de maio de 2024, a ByteDance e a TikTok entraram com uma ação no Tribunal Distrital dos Estados Unidos para o Distrito de Colúmbia para anular a Lei de Proteção de Americanos contra Adversários Estrangeiros de Aplicações Controladas.

### Indústria
Alguns anunciantes aumentaram seus gastos no TikTok em 2023. Edward East, CEO da agência de marketing Billion Dollar Boy, afirmou que, em vez de se sentir intimidada por uma potencial proibição, a indústria está vendo um aumento no investimento da marca por meio do TikTok.
Em maio de 2024, a associação comercial NetChoice removeu o TikTok como membro após enfrentar pressões e possíveis investigações por parte de legisladores dos Estados Unidos. A NetChoice já havia defendido o TikTok no passado.
Após a aprovação da Lei de Proteção de Aplicativos Controlados por Adversários Estrangeiros, oito criadores de conteúdo do TikTok processaram o governo dos Estados Unidos em 14 de maio de 2024, no Tribunal de Apelações dos Estados Unidos para o Circuito do Distrito de Colúmbia, em um esforço para anular a lei; a escolha do local foi devido a uma disposição na lei que a tornava a "jurisdição exclusiva" para contestações legais da lei.

### China
Em março de 2024, um porta-voz do Ministério das Relações Exteriores da República Popular da China disse que a Lei de Proteção dos Americanos contra Adversários Estrangeiros de Aplicações Controladas estava colocando os EUA "no lado oposto do princípio da concorrência leal e das regras econômicas e comerciais internacionais". Representantes da Embaixada da China em Washington, DC, se reuniram com funcionários do Congresso dos EUA para fazer lobby contra o projeto de lei. O Departamento Central de Propaganda do Partido Comunista Chinês também instruiu os meios de comunicação estatal do país a aumentarem a cobertura positiva da ByteDance, embora a resposta geral de Pequim pareça ter sido moderada até agora.

### Críticas
Proibições e tentativas de proibição nos Estados Unidos geraram objeções citando hipocrisia, protecionismo e não abordagem da privacidade dos dados do usuário em geral. Os legisladores que fazem alegações contra o TikTok não mencionam que os próprios Estados Unidos vigiam cidadãos não americanos ao abrigo da Seção 702 da FISA. Os tipos de dados coletados pelo TikTok também são coletados por outras plataformas de mídia social e vendidos por meio de corretores a compradores privados e, supostamente, também a agências governamentais, sem supervisão. Um investigador do Projeto de Governança da Internet da Georgia Tech está preocupado que a tentativa de Washington de proteger o mercado dos EUA possa ter o efeito contrário ao pretendido. Alguns investigadores do Citizen Lab e do Centro de Estudos Estratégicos e Internacionais afirmaram que a informação dos utilizadores em geral deveria ser protegida em todas as plataformas, não apenas em uma plataforma. Não houve nenhuma evidência pública de que o governo chinês tenha acessado dados de usuários americanos do TikTok. Os críticos também rotularam uma potencial proibição da aplicação como um ataque à liberdade de expressão, incluindo os congressistas Rand Paul e Thomas Massie.

### "Migração em massa" para outras plataformas
Em janeiro de 2025, os usuários do TikTok começaram a explorar opções para uma "migração em massa" para outros aplicativos no caso de o TikTok ser banido. Em 14 de janeiro, os usuários do TikTok nos EUA começaram a fazer download e a passar a usar o aplicativo chinês Xiaohongshu (ou REDnote), que é similar ao Instagram e ao TikTok, em protesto contra a proibição. A hashtag "#tiktokrefugee" e o termo TikTok refugee (em português, refugiado do TikTok) se tornaram virais no REDnote, sendo usados por usuários americanos e chineses. O aplicativo tornou-se o aplicativo gratuito mais baixado na App Store da Apple e ganhou milhões de usuários nos EUA. Os moderadores do REDnote fizeram hora extra para traduzir o aplicativo para o inglês e lidar com o fluxo de novos usuários.

## Outros
Em julho de 2020, o Wells Fargo proibiu o aplicativo em dispositivos da empresa devido a preocupações com privacidade e segurança. Em agosto de 2023, Nova York proibiu o TikTok em dispositivos de propriedade do governo por razões de segurança.